# Orquestra Sinfônica Nacional (México)
A Orquestra Sinfônica(pt-BR) ou Sinfónica(pt-PT?) Nacional (em castelhano:  Orquesta Sinfónica Nacional) é a mais importante orquestra de música clássica do México. Apresenta-se regularmente no Grand Hall do Palácio das Belas Artes na Cidade do México. Foi criada graças a um decreto presidencial de Miguel Alemán dia 18 de Julho de 1947, com o nome de Orquestra Sinfônica do Conservatório Nacional. Outro decreto, esse do dia 25 de Abril de 1949, mudou o nome da orquestra para Orquestra Sinfônica Nacional.

## História
A orquestra tem suas raízes em 1881, quando Alfredo Bablot, diretor do Conservatório de Música (fundado em 1 de Julho de 1866) iniciou a Orquestra do Conservatório. Quando Bablot veio a falecer, foi substituído por Carlos Meneses. Em 1902 a orquestra teve pouco apoio do governo e suspendeu suas atividades em 1913. Em 1915 a orquestra mudou seu nome para Orquestra Sinfônica Nacional e quem comandou-a durante esse período foi Jesus Acuña, seguido pelos maestros Manuel Ponce e Julián Carrillo. A orquestra novamente suspendeu suas atividades em 1924. No ano seguinte, a orquestra foi recriada com o nome de Orquestra Sinfônica do México (em espanhol Orquesta Sinfónica de México). Carlos Chávez foi apontado como o primeiro maestro, seguido pelo compositor Silvestre Revueltas.
No dia 23 de Novembro de 1946 o presidente Miguel Alemán propôs a criação de um Instituto Nacional de Belas Artes, sendo formalmente inaugurada dia 1 de Janeiro de 1947. Chávez criou a orquestra para o Conservatório. No dia 19 de Janeiro de 1949 Chávez deixou o comando da orquestra. O maestro Eduardo Hernández Moncada foi designado como primeiro maestro em 1947, seguido de José Pablo Moncayo. Moncayo foi substituído por Luis Herrera de la Fuente em 1954 até 1972 (tendo feito muitas turnês pela Europa nesse período). Em 1973 Chávez retornou a conduzir a orquestra, mas voltou atrás no mesmo mês, graças a conflitos com membros da orquestra. Sergio Cárdenas foi apontado para substituí-lo, que serviu na posição até 1984, após ele, Jose Guadalupe Flores conduziu a orquestra de 1985 até 1986, seguido por Francisco Savín, de 1986 até 1988 e após ele Luis Herrera de la Fuente retornou, entre 1989 a 1990.
Em maio de 1990 Enrique Arturo Diemecke foi apontado como o novo maestro da orquestra. Diemecke deixou a orquestra em 2006, após 16 anos à frente da orquestra. Carlos Miguel Prieto foi nomeado maestro.

## Diretores Musicais
- Theo Buchwald
- Carmen Moral
- Leopoldo La Rosa
- Luis Herrera de la Fuente
- José Malsio
- José Santos
- Armando Sánchez
- Guillermina Maggiolo
- Matteo Pagliari

## Discografia
- 1993 - "Moncayo, Revueltas, Chavez" recorded at the Sala Nezahualcóyotl.
- 2002 - "Los Conciertos para violín y piano de Carlos Chávez" live at the Palacio de Bellas Artes (nominated for Grammy Latino).
- 2004 - "Sonidos de un espacio en Libertad".